# 仲田紀夫
仲田 紀夫（なかだ のりお、1925年（大正14年）8月9日 - 2021年（令和3年）5月15日）は、日本の数学教育者、元埼玉大学教授。

## 略歴
東京市（現：千代田区）生まれ。別名・道志洋。1948年東京高等師範学校数学科卒、1954年東京教育大学教育学科卒業。東京大学教育学部附属中学校・高等学校教諭、埼玉大学教育学部教授、1987-90年埼玉大学教育学部附属中学校校長、教育実践総合センター所長。『社会数学』学者、数学旅行作家として活躍。日本数学教育学会名誉会員。

## 著書
- 『中学数学の新しい指導 高校入試出題傾向の分析による』明治図書出版 1960
- 『数のパズル』学生社 1969、『どこから読んでも頭のよくなる数学パズル』三笠書房知的生きかた文庫 1994
- 『中学生の数学 両親もこれだけは知っておきたい』評論社 1969
- 『数学物語』日本放送出版協会 NHKブックスジュニア 1973
- 『変化をとらえる数学』日科技連出版社 生活のなかの数学シリーズ 1974
- 『ヘンな数学』ごま書房 ゴマブックス 1974
- 『人間社会と数学 数のはなし』文化放送開発センター出版部 1977
- 『数学頭脳』ごま書房 ゴマブックス 1978
- 『数のはなし 人間社会と数学』文化放送開発センター出版部 1978
- 『続・数学物語 数と図形』日本放送出版協会 NHKブックスジュニア 1978
- 『お父さんのための算数と数学の本』日本実業出版社 1979
- 『算数・数学の思想と指導 教材研究の視点』東洋館出版社 授業のための数学シリーズ 1981
- 『受験生の親が読む本 親として知っておくべきこと、わが子にしてやれること』日本実業出版社 1981
- 『数学のドレミファ』黎明書房
  1. 「アメリカ数学旅行」1981
  2. 「万里の長城で数学しよう 方程式と魔方陣etc.の国、中国」1983
  3. 「ピラミッドで数学しよう エジプト、ギリシアで図形を学ぶ」1987
  4. 「ピサの斜塔で数学しよう イタリア「計算」なんでも旅行」1986
  5. 「タージ・マハールで数学しよう 「0の発見」と「文章題」の国、インド」1987
  6. 「グリニッジ天文台で数学しよう 数学の世紀1 イギリス・ドイツ編」1987
  7. 「エッフェル塔で数学しよう 数学の世紀2 フランス編」1988
  8. 「イスタンブールで数学しよう デジタル民族とアナログ民族』黎明書房 1991
  9. 「第2次世界大戦で数学しよう 戦争と数学の歴史」1989
  10. 「東海道五十三次で数学しよう "和算"を訪ねて日本を巡る」1989
- 『ひらめきパズル』日科技連出版社 1981-82
- 『数学面白ゼミナール 数学センスを鍛える本』芳文社 1983
- 『「学校数学」の新教材論』東洋館出版社 授業のための数学シリーズ 1985
- 『おもしろい確率 ホールインワンは何分の一の奇跡か』日本実業出版社 1986
- 『人間社会と数学 数のはなし』法政大学出版局 1988
- 『元気印の中学生にな～れ 人生のバネになる話74』黎明書房 1989
- 『騙しのテクニック 数学トリックの世界』黎明書房 1990、『挑戦!数学の「頭脳トリック」』三笠書房 王様文庫 2004
- 『「課題学習」と数学授業の改善 社会事象・情報をとらえた新教材の開発』東洋館出版社 1991
- 『数学のたまご 文系頭脳のための社会数学入門』黎明書房 1991
- 『数学トリック=だまされまいぞ! 数学発想クイズ』講談社ブルーバックス 1992
- 『数学ミステリー』全5巻 黎明書房 1992-94
- 『無限の不思議 その先に何がある!?』講談社ブルーバックス 1992
- 『数学トリック=スポーツ編 スポーツの中の数学発想パズル』講談社ブルーバックス 1993
- 『世界漫遊"数学ルーツ探訪"シリーズ」東宛社

『一年に誕生日が二回 測定と計量の旅』1995
『宇宙人と交信する方法 文字と方程式の旅』1995
『童話づくりは"数学センス" メルヘン数学の旅』1995
『+、-、×、÷はいつできた? 数と計算の旅』1995
『ピラミッドの高さの測定 作図と証明の旅』1996
『『変わった図形研究』に挑戦 座標幾何、他の旅』1997
『三人で羊17頭の分配 比例と関数の旅』1998
『丁か半か』いやイカサマか 確率と統計の旅』1998
- 『相似思考のすすめ マネして何が悪い!』黎明書房 1995
- 『挑戦!数学クイズ&パズル&パラドクス 世界各国のパズルを探る』黎明書房 1996
- 『数学の手法から学ぶ"壁"を越える知恵』黎明書房 1997
- 『数学ロマン紀行』全3巻 日科技連出版社 1997-99
- 『算数・数学ランドおもしろ探検事典 "疑問"が解けて好きになれる』評論社 1998
- 『パズルで学ぶ21世紀の常識数学」黎明書房

『正論、邪論のかけ合い史』1998
『世界周遊「数学7つの謎」物語』1998
『道志洋博士のタイム・トラベル数学史 バーチャル・リアリティーの世界』2000
- 『小学生の「さんすう」大疑問100 目からうろこ』講談社 1999
- 『恥ずかしくて聞けない数学64の疑問 疑問の64(無視)は、後悔のもと!』黎明書房 1999
- 『「社会数学」400年の波乱万丈!』日科技連出版社 2000
- 『マンガおはなし数学史 これなら読める!これならわかる!』佐々木ケン漫画 講談社ブルーバックス 2000
- 『おもしろ数学この謎が解けますか?』三笠書房 知的生きかた文庫 2001
- 『思わず教えたくなる数学66の神秘 66(ムム)!おぬし数学ができるな!』黎明書房 2001
- 『算数パズル「出しっこ問題」傑作選 解けて興奮、出して快感!』講談社ブルーバックス 2001
- 『意外に役立つ数学67の発見 もう「学ぶ67(ムナ)しさ」がなくなる!』黎明書房 2002
- 『「数学アタマ」になる算数雑学ベスト100問』講談社+α文庫 2002
- 『数学がらくに強くなる本』三笠書房 王様文庫 2002
- 『数学快楽パズル ボケ防止と"知的能力向上"!』黎明書房 2003
- 『頭がやわらかくなる!数学歳時記』三笠書房 知的生きかた文庫 2004
- 『数楽プレイランド 脳力がアップする傑作パズル71』学習研究社 2004
- 『パズルで磨く数学センス65の底力 65(無意)味な勉強は,もうやめよう!』黎明書房 2004
- 『本当は学校で学びたかった数学68の発想 授業で教えて欲しかった数学』黎明書房、2005
- 『若い先生に伝える仲田紀夫の算数・数学授業術 60年間の"良い授業"追求史』黎明書房 2006
- 『クルーズで数学しよう 港々に数楽あり』黎明書房 2007
- 「道志洋博士のおもしろ数学再挑戦」黎明書房

『道志洋博士の数学快楽パズル』2008
『道志洋博士の数学再学習への近道 好きになる"転機"ヒラメキの宝庫』2008
『道志洋博士の世界数学クイズ&パズル&パラドクス』2008
『道志洋博士の世界数学7つの謎』2008
- 『対の探訪 数学的思考で旅するアナログとデジタルの世界』文芸社 2009
- 『"疑問"に即座に答える算数数学学習小事(辞)典』黎明書房 2010
- 『世界数学旅行記 世界の数学を歴史とともに楽しく紹介』日本数学検定協会 2011
- 『ぶら～り夢の数学散歩』学校図書 2013

### 共著編
- 『中学生の家庭教師 数学』共著 誠文堂新光社 1952
- 『新数学指導事典』編 近代新書出版社 1970
- 『新しい算数-数学への実践』柳瀬修共著 日本放送出版協会 1974
- 『数学科教育法』編 明治図書出版 シリーズ・教科教育法 1984
- 『算数・数学指導事典』編 教育出版センター 1985
- 『算数・数学指導範例事典』編 教育出版センター 1985

## 論文
- CiNii>仲田紀夫